# Ornunga landskommun
Ornunga landskommun var en tidigare kommun i dåvarande Älvsborgs län.

## Administrativ historik
När kommunbegreppet infördes i samband med att 1862 års kommunalförordningar trädde i kraft inrättades över hela landet cirka 2 400 landskommuner.
I Ornunga socken i Gäsene härad i Västergötland inrättades denna kommun.
Vid kommunreformen 1952 uppgick denna kommun i Vårgårda landskommun som 1971 ombildades till Vårgårda kommun.